# Liste der Naturdenkmale in Palzem
Die Liste der Naturdenkmale in Palzem nennt die im Gemeindegebiet von Palzem ausgewiesenen Naturdenkmale (Stand 3. Juni 2024).

## Naturdenkmale
| Nr.         | Bezeichnung           | Lage                                                 | Beschreibung               | Bild                                    |
| ----------- | --------------------- | ---------------------------------------------------- | -------------------------- | --------------------------------------- |
| ND-7235-383 | Weiher                | Esingen, östlich des Ortes; Flur Vorderste Wald Lage | flächenhaftes Naturdenkmal | Direkt Bild zu diesem Denkmal hochladen |
| ND-7235-458 | Linde bei der Kapelle | Palzem, Römerstraße, bei Nr. 28 Lage                 | Tilia sp.                  | Direkt Bild zu diesem Denkmal hochladen |